# Kihon Kata
Il Kihon nel karate è l'insieme delle tecniche fondamentali. Come suggerisce il nome, il Kihon kata è il primo kata dello stile Wado-Ryu, che precede il Pinan Nidan (Wado-Ryu) nell'insegnamento per la semplicità delle sue tecniche.
In realtà questo kata prevede dei cambi di direzione che, se sottovalutati, facilmente portano a imperfezioni.
Primo Passo
Saluto, nome del kata, yoi;
Secondo Passo
Gedan barai sinistro (hidari), avanzare junzuki destro (migi);
Terzo Passo
Dietro di noi, a 180°, migi gedan barai (senza ruotare ma "scivolando" indietro), quindi avanzare hidari junzuki;
Quarto Passo
Girare di 90° a sinistra, hidari gedan barai, avanzare migi jodan uke, avanzare hidari jodan uke, avanzare migi jodan uke, kiai;
Quinto Passo
Ruotare in maniera antioraria di 270°, hidari gedan barai, avanzare migi junzuki;
Sesto Passo
Dietro di noi, scivolare arretrando in migi gedan barai, avanzare hidari junzuki;
Settimo Passo
Girare a 90° a sinistra, hidari gedan barai, avanzare migi junzuki, avanzare hidari junzuki, avanzare migi junzuki, kiai;
Ottavo Passo
Rotazione antioraria di 270°, hidari gedan barai, avanzare migi junzuki;
Nono Passo
Dietro di noi, scivolare arretrando in migi gedan barai, avanzare hidari junzuki;
Decimo Passo
Ritornare in yoi, musubidachi, saluto.